# Souprava metra E

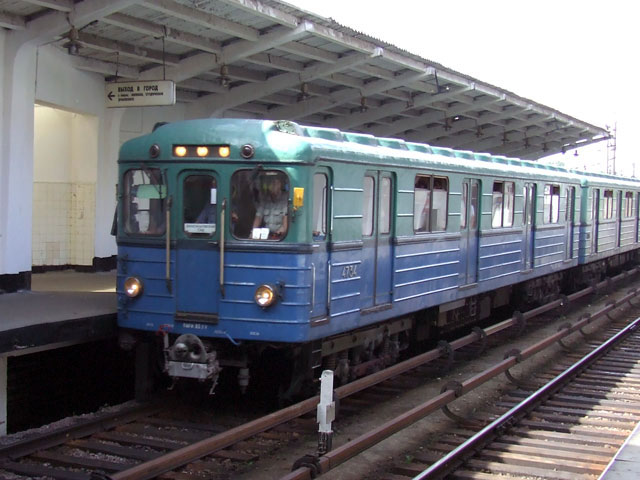
Souprava metra typu E na moskevské Filjovské lince

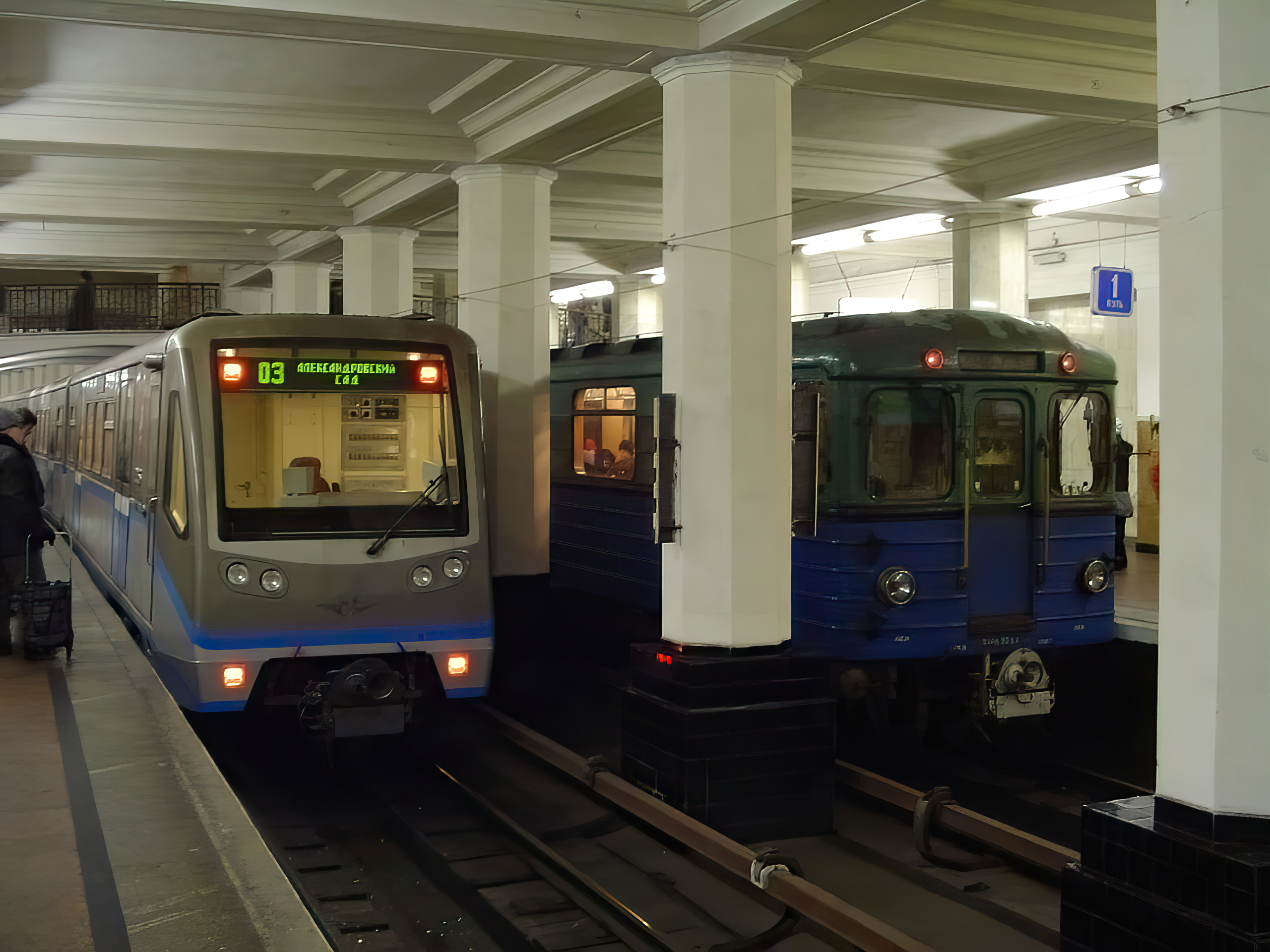
Soupravy typu Rusič a E ve stanici Aleksandrovskij sad

Souprava metra typu E patří k nejrozšířenějším soupravám svého druhu v zemích bývalého Sovětského svazu. Byly od ní odvozené mnohé další typy, včetně Ečs nebo 81-71 (Další modifikace pak zahrnují podtypy Em, Ema, Emch, Ev, Ež, Ež1, Em501, Ema502, Emch503, Em508, Em509, Ež3, Em508T). Samy vozy typu E pak vycházejí ze starších vlaků, typu D.
S vývojem těchto souprav začal výrobce roku 1956, jejich unifikované označení je 81-703. Koncem roku 1960 již první prototypové soupravy zavítaly do depa Sokol na druhé lince moskevského metra, odkud pak byly vypravovány na zkušební jízdy (první se konala 22. února 1961).
Výroba probíhala v Mytiščinském strojírenském závodě (dnes Metrovagonmaš) v letech 1963 až 1969 (poté se přešlo na výrobu typu Ež), produkce čítala zhruba 100–140 vozů ročně, celkem pak jich bylo vyrobeno 824. Nasazeny byly tehdy v moskevském, petrohradském, kyjevském a tbiliském metru; jednalo se o všechny sítě podzemních drah, které v téže době v SSSR existovaly; později se pak přidalo i Baku. Jsou zřejmě nejstaršími soupravami, které na počátku 21. století stále v některých z těchto sítí přepravují cestující.
Změny oproti předchozím soupravám typu D se netýkaly jen technické části, ale i interiéru a exteriéru. Tak například byly rozšířeny dveře, v zadní části každého vozu ubyla dvě okna; skříň vozu se stala vlnitá místo hladké.
Rozmístění dveří podél skříní se u původního typu E stalo asymetrické, čímž byl znemožněn provoz ve stanicích uzavřeného typu, a proto se tyto vozy nemohly být použity na nově zprovozněných trasách 2 a 3 leningradského metra. V následujících modifikacích, počínaje od Em, se od takovéhoto rozmístění dveří ustoupilo.

## Přehled technických parametrů
| Délka              | 19 166 mm       |
| Šířka              | 2 717 mm        |
| Výška              | 3 695 mm        |
| Hmotnost           | 31,5 tun        |
| Maximální rychlost | 90 km/h         |
| Kapacita           | 264 cestujících |